# Brigata partigiana Martiri di Mirano
La Brigata Partigiana Martiri di Mirano fu una brigata partigiana che operò nei mesi precedenti al 27 aprile 1945 (giorno della Liberazione) nel territorio del Miranese, in provincia di Venezia. La città di Mirano per onorarli ha dedicato loro, nel 1945,  la sua piazza principale e nel 1975 un monumento di Augusto Murer.

## Origini
Secondo la relazione del CLN miranese, datata 6 luglio 1945, il primo nucleo di una ventina di partigiani si formò nell'ottobre del 1943, a Zianigo, sotto il comando di Michele Cosmai e Oreste Licori. Alla fine del maggio del 1944, erano attivi altri due gruppi di altrettanta consistenza: uno nella zona tra Luneo e Salzano comandato da Bruno Tomat-Demonte e un altro nella zona di Scaltenigo al comando prima di Guido Gambato e successivamente da Erminio Nicoletti. All'inizio le bande partigiane operarono senza una direttiva, successivamente, ad opera di Michele Cosmai, del figlio Armando, di Tomat-Demonte e di Gioachino Gasparini (in seguito sindaco di Mirano) - che curò i rapporti il Comando Superiore di Padova le attività -  furono concordate e coordinate. Una delle prime azioni fu la partecipazione del rifornimento aereo delle Forze Alleate delle armi necessarie. Nel giugno del 1944 erano sorti altri nuclei nel miranese: il tenente Mario Zamengo e Bruno Eugenio Ballan organizzarono i nuclei di Pianiga, Santa Maria di Sala e Noale; il colonnello Orazio Rutoli, Onofrio Confi e il sacerdote Antonio Pegoraro organizzarono i nuclei di Campocroce e di Caltana. A luglio alcuni partigiani già individuati e ricercati passarono in clandestinità  e operarono come squadre agli ordini sia del CLN di Mirano che della Brigata Garibaldi “Francesco Sabatucci” di Padova.
Nell'ottobre del 1944, i nuclei diventarono Compagnia di 50-60 persone, suddivisi in squadre. Le compagnie erano:
- “Volga”, guidata da Oreste Licori, zone operative Veternigo e Salzano;
- “Felisati” , guidata da Mario Zamengo, zone operative Sant'Angelo di SMS, Briana, Zeminiana, Massanzago, Mazzacavallo;
- “Bis”, guidata da Bruno Eugenio Ballan, stessa zona della “Felisati”.
- “Lubian” , guidata da Giancarlo Fabris

Alcune squadre passarono alle dipendenze della Brigata del Popolo “Guido Negri”. Dopo la battaglia di Zeminiana e Briana dell'11 ottobre 1944 la compagnia “Bis”  passò operativamente alle dipendenze del VI Battaglione “Sparviero” della Brigata Garibaldi “Sabatucci” e la “Felisati” si coordinò con la Compagnia “Luneo”.
Nel novembre del 1944 le formazioni diedero vita alla Brigata “Mirano”  che dal febbraio 1945, dopo l'efferata esecuzione in piazza di Mirano di altri sette partigiani, si chiamò Brigata “Martiri di Mirano”.

## I martiri per la libertà di Mirano
- Oreste Licori, anni 23, fucilato presso il cimitero di Mirano il 1º novembre 1944;
- Mosè Bovo, anni 22,  fucilato a Maerne il 10 dicembre 1944;
- Seviziati e trucidati sulla piazza di Mirano la notte tra il 10 e 11 dicembre 1944[1]:
  - Cesare Chinellato, anni 22;
  - Giovanni Garbin, anni 21;
  - Bruno Garbin, anni 18;
  - Cesare Spolaor, anni 22;
  - Severino Spolaor, anni 21;
  - Giulio Vescovo, anni 22;
- Fucilati presso le mura del cimitero di Mirano il 17 gennaio 1945:
  - Michele Cosmai, anni 53;
  - Aldo Vescovo, anni 27
  - Luigi Bassi, anni 23;
  - Ivone Boschin, anni 21;
  - Dario Camilot, anni 23;
  - Primo Garbin, anni 22
  - Gianmatteo Zamatteo, anni 20

### Altri martiri miranesi
- Brunello Rutoli, anni 21 (* San Remo  29 novembre 1923) caduto combattendo a Codevigo il , 10 dicembre 1944 [2] ;
- Vito Giacalone, anni 27, caduto combattendo a Maerne di Martellago, marzo 1945
- Severino Faggian, anni 20, fucilato il 12 gennaio 1945
- Caduti combattendo in Piazza di Mirano, il 27 aprile 1945, giorno della Liberazione:
  - Luigi Tomaello, anni 28
  - Mario Marcato, anni 14
  - Maria Nassuato. 53 anni, civile uccisa nel combattimento[3]
- Morti, deportati in Germania nei campi di sterminio in quanto Ebrei, dal febbraio 1944:
  - Nella Grassini Errera
  - Paolo Errera (Sindaco di Mirano dal 1895 al 1920)

## Alcune azioni dei componenti della Brigata
Le attività di guerriglia furono condizionate dalla natura del territorio del miranese che è un territorio di pianura, ricco di strade e di abitanti che ebbe l'azione di disperdere le forze partigiane in quanto non c'erano rifugi naturali. Le azioni si alternarono tra periodi di violenta lotta armata e relativa calma o alla temporanea dispersione. Ad ogni azione partigiana ci fu una reazione delle brigate nere e delle SS, con arresti e rappresaglie. Tra le azioni più significative si possono ricordare:
- maggio 1944 – Armando Cosmai guidò l'assalto di una villa di una contessa presidiata dalla GNF con recupero di armi e documenti;
- giugno 1944 -  Ballan, Oreste Licori e Cosmai guidarono l'assalto alla caserma dei paracadutisti e alla Casa del Fascio di Dolo con recupero di armamenti;
- luglio 1944 – azioni di sabotaggio alle linee ferroviarie che transitano nel territorio (la Mestre – Padova, la Mestre – Castelfranco) con il ferimento e l'arresto di Rutoli e di Luigi Argeo Masaro (futuro Vicesindaco di Mirano tra il 1970 e 1980). La reazione fascista si scatenò sulla frazione di Campocroce di Mirano incendiando la casa della famiglia Masaro.
- tra il 7 e 8 luglio 1944 il nucleo di Zianigo partecipò alla liberazione di Bruno Eugenio Ballan imprigionato a Camposampiero (PD).
- ottobre 1944-  le compagnie Felisati e Bis, che si erano accampate nella campagna tra Zeminiana e Briana, il 11 ottobre furono accerchiate. La battaglia durò sette ore e lasciò sul terreno 4 partigiani (Cosimo Aiello, 21 anni; Amleto Bordoni, 17 anni; Silvio De Cesaro, 44 anni; Antonio Zucca, 24 anni) e alcune decine di militi fascisti.